# Coccobius odonaspidis
Coccobius odonaspidis är en stekelart som först beskrevs av Tachikawa 1964.  Coccobius odonaspidis ingår i släktet Coccobius och familjen växtlussteklar. Inga underarter finns listade i Catalogue of Life.